# 23769 Расселбабб
23769 Расселбабб (23769 Russellbabb) — астероїд головного поясу, відкритий 24 червня 1998 року.
Тіссеранів параметр щодо Юпітера — 3,467.